# Sergio Scariolo
Sergio Scariolo, né le 1er avril 1961 à Brescia, est un entraîneur italien de basket-ball. Il entraîne de nombreux clubs européens, remportant ainsi le championnat d'Italie, avec Scavolini Pesaro et le championnat d'Espagne, avec le Real Madrid puis avec l'Unicaja Malaga. Désigné sélectionneur de l'équipe d'Espagne en 2009, il remporte quatre titres européens, en 2009, 2011, 2015 et 2022, ainsi que la médaille d'argent lors des Jeux olympiques de 2012 à Londres. 

## Biographie
Entraîneur professionnel depuis 1980, il a d'abord entraîné des équipes de jeunes, à Brescia puis Pesaro, pour ensuite occuper un poste d'assistant, à Brescia, puis Pesaro. En 1985 il conquiert le trophée de la coupe du monde militaire. Il prend ensuite le poste d'entraîneur en chef du Scavolini Pesaro avec lequel il remporte le championnat d'Italie 1990 et dispute la finale de la Coupe Korać la même année. Il rejoint ensuite le club de Lega 2 de Desio avant de retrouver la LegA en 1993 pour rejoindre la Fortitudo Bologne. Avec ce dernier club, il obtient le titre d'entraîneur de l'année en 1994.
Il rejoint en 1997 la Liga ACB en signant avec le club de Tau Vitoria. Avec celui-ci, il remporte la Coupe du Roi en 1999. Passé au Real Madrid, il remporte la Liga ACB l'année suivante. Il occupe le poste de « General Manager » au Real de 2000 à 2002.
De 2003 à 2008, il évolue au sein d'un autre club de la Ligua ACB, Unicaja Málaga. Pour sa première saison avec celui-ci, il fait passer le club de la 17e place à la quatrième, ce qui lui octroie une place pour l'Euroligue de la saison suivante. il remporte également la coupe du Roi 2005 puis le championnat d'Espagne la saison suivante.
Remplacé sur le banc de Malaga par Aíto García Reneses, il signe avec le club russe de BC Khimki Moscou. En 2009, la Fédération espagnole le nomme sélectionneur de l'Espagne, succédant ainsi à son successeur sur le banc de Malaga. Il occupe ce poste en parallèle de son poste d'entraîneur de club. Avec la sélection espagnole, il remporte le championnat d'Europe 2009, premier titre obtenu par celle-ci, puis conserve ce même titre deux ans plus tard lors de l'édition de 2011 disputée en Lituanie.
En 2011, il rejoint l'Olimpia Milan comme entraîneur.
En juin 2013, il devient l'entraîneur du Saski Baskonia Laboral Kutxa (équipe qu'il a déjà entraînée lorsqu'elle se nommait Tau Vitoria). Il quitte le club en août 2014, remplacé par Marco Crespi.
En 2015, il remporte avec l'Espagne le championnat d'Europe en battant la Lituanie en finale.
En août 2016, il parvient à qualifier l'Espagne pour les demi-finales des Jeux olympiques à Rio.
En 2018, il devient assistant des Raptors de Toronto tout en conservant son poste de sélectionneur de l'équipe d'Espagne.
En juin 2021, Scariolo quitte son poste d'entraîneur adjoint aux Raptors pour devenir l'entraîneur de la Virtus Bologne. Il est limogé en septembre 2023 pour être remplacé par Luca Banchi.
En juillet 2025, Scariolo revient au Real Madrid.

## Club
- 1989-1991 :  Scavolini Pesaro
- 1991-1993 :  Desio
- 1993-1996 :  Fortitudo Bologne
- 1997-1999 :  Tau Vitoria
- 1999-2002 :  Real Madrid
- 2003-2008 :  Unicaja Málaga
- 2008-2010 :  BC Khimki Moscou
- 2011-2013 :  Olimpia Milan
- 2013-2014 :  Saski Baskonia
- 2009-2012 :  Espagne
- 2015-     :  Espagne
- 2018-2021 :  Raptors de Toronto
- 2021-2023 :  Virtus Bologne
- depuis 2025 :  Real Madrid

## Palmarès
Le palmarès de Sergio Scariolo avec des équipes nationales est :
- Médaille d'or du Championnat d'Europe 2009.
- Médaille d'or du Championnat d'Europe 2011.
- Médaille d'or au Championnat d'Europe 2015.
- Médaille d'or au Championnat du Monde 2019.
- Médaille d'or au Championnat d'Europe 2022.
- Médaille d'argent des Jeux olympiques de 2012 à Londres.
- Médaille de bronze au Championnat d'Europe 2017.
- Médaille de bronze des Jeux olympiques de 2016 à Rio.

Il remporte également une médaille d'or lors du mondial militaire en 1985[réf. nécessaire] avec la sélection italienne.
Le palmarès de Sergio Scariolo en club est :
- Vainqueur du championnat d'Italie 1989-1990 avec Victoria Libertas Pesaro[1].
- Vainqueur du championnat d'Espagne 1999-2000 avec le Real Madrid[1].
- Vainqueur du championnat d'Espagne 2005-2006 avec le Unicaja Malaga[1].
- Vainqueur de la coupe du Roi 1998-1999 avec Saski Baskonia et 2004-2005 avec Malaga[1].
- Champion NBA en 2019 avec les Raptors de Toronto.
- Vainqueur de l'EuroCoupe 2022